# Cassano Irpino
Cassano Irpino è un comune italiano di 956 abitanti della provincia di Avellino in Campania.

## Geografia fisica

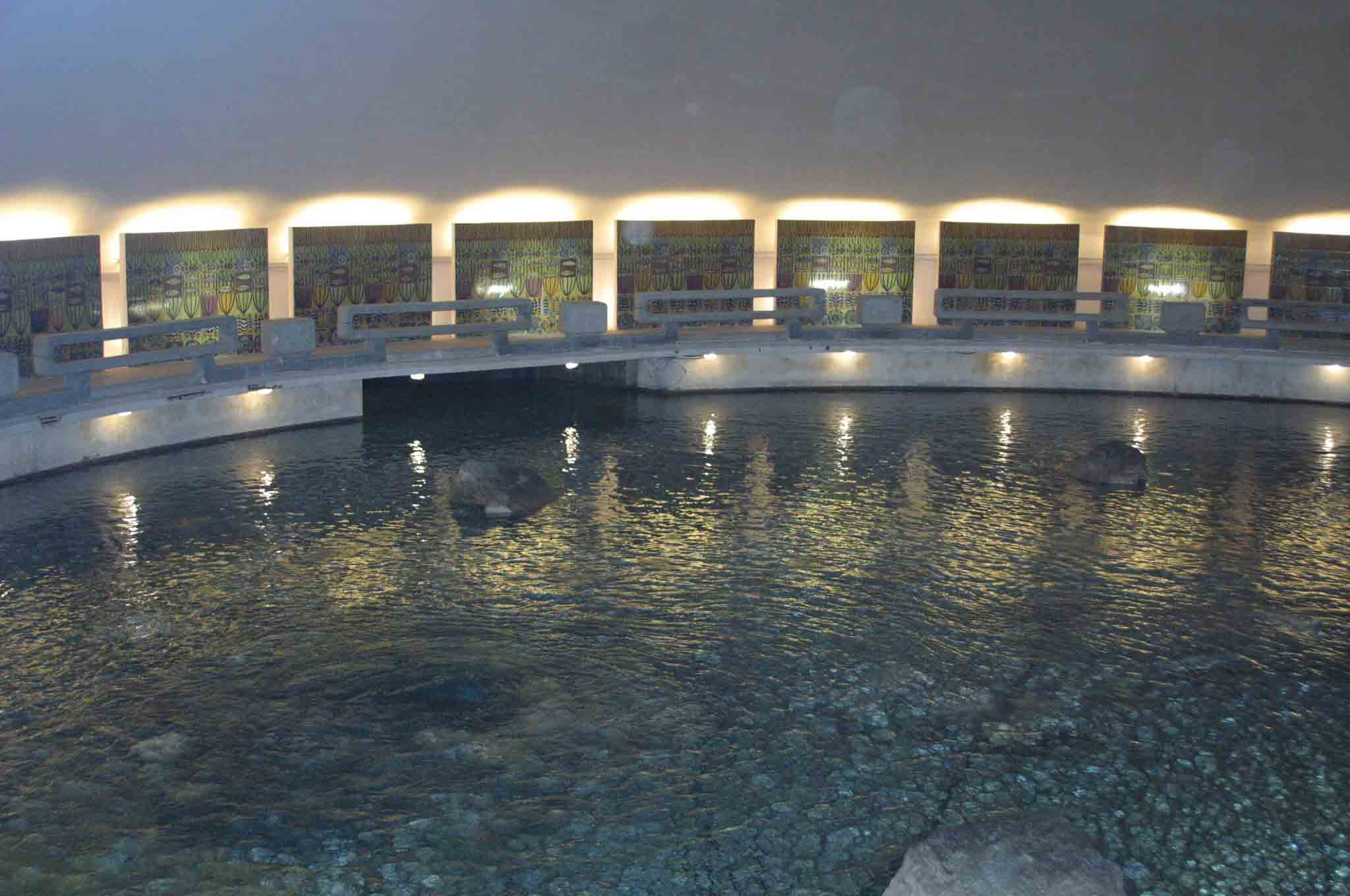
La sorgente Pollentina.

Il centro abitato è situato tra la catena montuosa dei monti Picentini e il fiume Calore irpino, il quale è alimentato dalle diverse sorgenti che sorgono proprio nello stesso territorio comunale, aggiungendosi a quelle più alte provenienti da Montella. Diversi gruppi sorgentizi, tra cui Pollentina, Peschiera, Acqua del Prete e Bagno della Regina (quest'ultima nel territorio di Montella), alimentano gli acquedotti dell'alto Calore e del noto acquedotto pugliese.
I terreni sono a coltivazione mista: seminativi, vigneti, ed ortaggi.
Il principale prodotto agricolo è la castagna di Montella, infatti con i comuni di Bagnoli Irpino e Montella è tra i maggiori produttori della zona. Sono famose anche le mele cassanesi.

## Origini del nome
Il toponimo risale all'età romana e deriva dal nome della “gens Cassia” e dal suffisso prediale –anus, indicante un praedium Cassianum, ossia un latifondo o una villa rustica appartenente a quella famiglia.

## Monumenti e luoghi d'interesse

### Architetture religiose
Nel paese sono presenti 7 chiese. Le principali sono la chiesa madre di San Bartolomeo Apostolo, Santa Maria delle Grazie, San Rocco, Santa Maria La Longa, Madonna del Carmine e San Pasquale.

### Architetture civili
Nella parte più alta del centro abitato si trova il castello di Cassano, detto anche palazzo baronale. Venne costruito dai longobardi e divenne residenza gentilizia nel periodo feudale. La struttura si sviluppa attorno a un torrione e ai resti del castello. Si accede salendo una rampa all'aperto e passando sotto a un arco, dove in passato era collocata la porta d'ingresso. Ad oggi restano soltanto dei ruderi, visibili nella parte superiore della struttura attuale. Nella parte inferiore, invece, sono presenti solo ambienti completamente ristrutturati. Il castello di Cassano rappresenta il fulcro da cui si sviluppa il borgo.

## Società

### Evoluzione demografica
Abitanti censiti

### Etnie e minoranze straniere
Al 31 dicembre 2017 nel comune di Cassano Irpino risultano residenti 36 cittadini stranieri.
fonte Istat

### Lingue e dialetti
Accanto alla lingua italiana, a Cassano è in uso una varietà del dialetto irpino.

## Infrastrutture e trasporti

### Strade
Il comune è interessato dalla strada statale 7 Via Appia e dalla ex strada statale 164 delle Croci di Acerno.

### Ferrovie
Il comune è servito dalla stazione di Cassano Irpino, sulla ferrovia Avellino-Rocchetta Sant'Antonio, attiva per soli treni storici e/o turistici.

### Mobilità urbana
Il comune è collegato ai centri limitrofi da autolinee di AIR Campania.

## Amministrazione

### Sindaci
| Periodo | Periodo   | Primo cittadino   | Partito                               | Carica  | Note  |
| ------- | --------- | ----------------- | ------------------------------------- | ------- | ----- |
| 1993    | 2004      | Pompeo Pasquale   | PPI                                   | Sindaco | [ 8 ] |
| 2004    | 2009      | Pompeo Fondaco    | lista civica                          | Sindaco | [ 8 ] |
| 2009    | 2014      | Salvatore Vecchia | lista civica                          | Sindaco | [ 8 ] |
| 2014    | 2019      | Salvatore Vecchia | lista civica Cassano vecchia passione | Sindaco | [ 8 ] |
| 2019    | 2024      | Salvatore Vecchia | lista civica Cassano vecchia passione | Sindaco | [ 8 ] |
| 2024    | in carica | Salvatore Vecchia | lista civica Cassano vecchia passione | Sindaco | [ 8 ] |

### Altre informazioni amministrative
Il comune fa parte della Comunità montana Terminio Cervialto.

## Sport
Nel territorio comunale sono presenti diversi impianti sportivi come una piscina semiolimpionica di 25m, una palestra polivalente, un parco di Callistenia, due campetti di calcetto, uno di minigolf ed un laghetto per la pesca sportiva.